# Jožef Stefan
Jožef Stefan [jóžef štéfan], fizik, matematik, elektrotehnik, profesor in pesnik, * 24. marec 1835, Šentpeter pri Žrelcu (sedaj predel Celovca), Avstrijsko cesarstvo (sedaj Avstrija), † 7. januar 1893, Dunaj, Avstro-Ogrska (sedaj Avstrija).
Ker se je Stefan rodil na ozemlju današnje Avstrije in ker je večino življenja preživel in deloval na Dunaju, ga nekateri viri navajajo kot avstrijskega fizika, čeprav se je rodil v slovenski družini. Zaradi prednikov in zaradi mladostnega pesništva ter pisanja poljudnoznanstvenih besedil in zavzemanja za slovenščino ga imajo mnogi slovenski in tujejezični viri za Slovenca. Stefan velja tudi za enega najuspešnejših slovenskih raziskovalcev vseh časov. Za njegove dosežke ga je odlikoval cesar, kar mu je prineslo pravico do plemiškega naslova, ki pa je ni izkoristil.:214

## Življenje
Jožef se je rodil materi Mariji Startinik (1815–1863), hčeri mizarja Gregorja Startinika in njegove žene Apolonije, rojene Olip iz Glinj pri Borovljah, dekli na posestvu Josipa Geigerja, in očetu Alešu (Aleksander) Stefanu (Stephan) (1805–1872), nezakonskemu sinu kmetice Elizabete iz Škocjana pri Podjuni, mlinarskemu pomočniku. Starša ob rojstvu še nista bila poročena.
Ko si je oče v Celovcu v Zgornji grajski ulici (nemško Obere Burggasse) 372 ustvaril skromno trgovino z mlinarskimi in pekarskimi izdelki, se je 25. avgusta 1844 poročil z Jožefovo materjo. Oče je formalno uveljavil očetovstvo šele 3. oktobra 1845, ko je Jožef že obiskoval celovško benediktinsko gimnazijo. Jožef verjetno ne bi mogel nadaljevati šolanja na gimnaziji, če s poroko ne bi dobil očetovega imena. Ostal je edinec. Starša sta bila nepismena. Stefan je poskušal učiti svojo mamo, da bi lahko brala njegova pisma, ki jih ji je pošiljal z Dunaja.:33
Zaradi nezakonstva pri rojstvu je spremljal njegovo mladost občutek manjvrednosti. Leta 1841 je začel obiskovati celovško normalko, ki je tedaj zaradi učnega programa veljala za »nemško« šolo. V osnovni šoli je pokazal veliko nadarjenost in so mu priporočili da nadaljuje šolanje. Matematiko ga je učil benediktinec Johann Chrysostomus Sepper po Močnikovih učbenikih.:31 Staršema je bil Stefan zelo hvaležen, ker sta mu to omogočila in ga podpirala tudi na univerzi.
Že v nižjih razredih gimnazije je v matematiki presegal učno snov. V letu 1848 je doživel revolucionarne dogodke v habsburški monarhiji, še posebej spremembe na celovški gimnaziji. Leta 1849 je postala slovenščina za slovenske dijake obvezen predmet in sestavni del pisnega in ustnega dela mature. Slovenščino je tedaj Stefana v četrtem razredu poučeval Janežič. Stefan se je začel zelo zanimati za jezik in pesništvo. Skupaj s prijatelji so na gimnaziji ustanovili literarni krožek, kjer so najprej zbirali in izmenjevali knjige slovenskih in slovanskih književnikov, nato pa so začeli v letu Prešernove smrti pisati sami in izdajati dijaško glasilo Slavija, ki se verjetno ni ohranilo. Tukaj je Stefan objavil tudi svoje prve pesmi. Zanimal se je za srbohrvaščino (ilirščino) in se poleg pouka ukvarjal še posebej z latinščino, grščino, drugimi slovanskimi jeziki (ruščino, češčino), matematiko in fiziko. V slovenščino je prevajal rusko pesništvo. Fiziko ga je tedaj poučeval Robida. Ob koncu sedmega razreda gimnazije je za prvo nagrado prejel Eisenlohrov učbenik fizike  Lehrbuch der Physik iz leta 1860.:32
Diplomiral je iz matematike in fizike na Filozofski fakulteti Univerze na Dunaju, kjer je študiral od leta 1853. Med njegovimi profesorji so bili: Moth in Petzval za matematiko, Kunzek, Grailich in von Ettingshausen za fiziko. Na univerzi je poslušal tudi Miklošičeva predavanja iz jezikoslovja in predavanja iz kemije, astronomije, anatomije, botanike in rastlinske fiziologije. Zanimal se je tudi za filozofska in zgodovinska vprašanja, ter se učil francoščine in angleščine. V študentskih letih je napisal in objavil več pesmi, potopisov in poljudnoznanstvenih spisov v slovenskem jeziku. Jeseni leta 1857 je našel svojo prvo zaposlitev kot profesor na dunajski zasebni realki in v 4. letniku predaval eksperimentalno fiziko na dunajski univerzi študentom farmacije. V letu 1858 je na dunajski univerzi doktoriral z disertacijo Opažanja o absorpciji plinov (Bemerkungen über Absorption der Gase) pod von Ettingshausenovim mentorstvom. Malo kasneje je z naslovom »privatni docent« pridobil še pravico predavati na univerzi. Leta 1859 je skupaj z von Ettingshausenovim asistentom Reitlingerjem postal docent na tamkajšnjem fizikalnem inštitutu, ki ga je 17. januarja 1850 ustanovil Doppler.:25 Tega leta je napisal zadnje slovensko prozno besedilo Naturoznanske poskušnje. Ludwig in von Brücke sta ga leta 1860 predlagala za dopisnega člana Cesarske akademije znanosti.
Leta 1863 je postal redni profesor matematike in fizike na Univerzi na Dunaju, ter tako postal najmlajši redni profesor v tedanji državi. Leta 1865 je začel načelovati fizikalnemu inštitutu. Tedaj je nepričakovano umrl asistent E. Gailich, ki je bil predviden za naslednika predstojnika fizikalnega inštituta. Kmalu je iz zdravstvenih razlogov odšel v pokoj von Ettingshausen in njegovo mesto je zasedel Stefan. Še preden je postal predstojnik inštituta, so Stefana izvolili za rednega člana avstrijske Cesarske akademije znanosti. Bil je tudi njen podpredsednik, prvi predsednik avstrijskega elektrotehniškega društva in bil član več znanstvenih združenj po Evropi. V letih 1876 in 1877 je bil rektor Univerze na Dunaju.

## Znanstveno delo
Stefan je raziskoval na vseh tedanjih področjih fizike: mehaniki, hidrodinamiki, akustiki, termodinamiki, kinetični teoriji plinov, kaloriki, teoriji toplotnega sevanja, elektromagnetizmu, optiki. Vse svoje znanstvene razprave je napisal v nemščini. Govoril in pisal je v južnobavarskem narečju.:31 Najbolj je znan po določitvi fizikalnega zakona, ki ga je eksperimentalno odkril leta 1879, in, ki povezuje celotno izsevano energijo črnega telesa j* s četrto potenco termodinamične temperature T:
{\displaystyle j^{\star }=\sigma T^{4}\!\,.}
Zakon je pozneje leta 1884 teoretično izpeljal Boltzmann po termodinamični poti in je zato znan kot Stefan-Boltzmannov zakon. To je edini fizikalni zakon, ki se imenuje po kakšnem Slovencu. Konstanta, ki se pojavi v tem zakonu, se po njem imenuje Stefanova konstanta, njena številska vrednost v brezrazsežnem Planckovem sistemu enot pa je:
{\displaystyle \sigma ^{\mathrm {p} }={\frac {\zeta (2)}{2\cdot 5}}={\frac {\pi ^{2}}{2^{2}\cdot 3\cdot 5}}=0,164493406684\ldots \ [\mathrm {M\,T^{-3}\,\Theta ^{-4}} ]\!\,,}
kjer je ζ(s) Riemannova funkcija ζ. Sedaj se izpelje zakon iz Planckovega zakona:
{\displaystyle j^{\star }=\int _{0}^{\infty }\left({\frac {\mathrm {d} j^{\star }}{\mathrm {d} \lambda }}\right)\mathrm {d} \lambda \!\,.}
Z zakonom je Stefan določil temperaturo Sončeve površine in izračunal vrednost 5430 °C. To je bila prva smiselna določena vrednost za temperaturo Sončeve površine.
Stefan je leta 1872 prvi izmeril toplotno prevodnost plinov. Za ta namen je izdelal napravo in jo imenoval diatermometer. Z meritvami je potrdil napoved kinetične teorije. Raziskoval je difuzijo v plinih in izhlapevanje. Ponovil je Maxwellove izračune in drugih, ter med seboj primerjal podatke za hitrost difuzije. Na podlagi njegovih računov so v sodobni meteorologiji zasledili tok med kapljicami vode in kristali ledu, ki je znan kot Stefanov tok. V letu 1869 je v razpravi O osnovnih enačbah elektrodinamike primerjal različne teorije o delovanju vodnikov s tokom drugega na drugega. Leta 1871 je v razpravi O zakonih elektrodinamične indukcije zapisal enačbo za naraščanje toka v električnem krogu s tuljavo in upornikom, ko se ga priključi na izvir s konstantno napetostjo. Razpravljal je o indukcijskem zakonu, o magnetni sili in trajnih magnetih. Izračunal je induktivnost tuljave s kvadratnim presekom. V razpravi O spremenljivih električnih tokovih v debelih vodnikih je leta 1887 obravnaval kožni pojav in pri tem poenostavil izvajanje enačb, ki jih je za leta 1883 odkriti pojav navedel lord Rayleigh. V razpravi O električnem nihanju v premih vodnikih je leta 1890 obravnaval električni tok z zelo visoko frekvenco. Tu je uporabil svojo enačbo za kožni pojav. Iz te raprave je razvidno, da je temeljito eksperimentalno raziskal učinke radijskih valov, ki jih je leta 1887 odkril Heinrich Hertz.
Stefan je bil med prvimi fiziki, ki so v celoti razumeli Maxwellovo teorijo elektromagnetnega polja in eden redkih zunaj Anglije, ki so jo tedaj širili. Po Boltzmannovemu mnenju je poleg Stefana tedaj le še Helmholtz spoznal pomen Maxwellove teorije. Drugi fiziki so bili do nje nezaupljivi ali pa jih je celo odbijala, predvsem zaradi videza nedokončanosti in še nerazvite vektorske analize.:111
S področja optike je pisal o polarizaciji svetlobe, o sipanju svetlobe po vrtenju polarizacijske ravnine v kremenu, o razpršitvi barv po vrtenju polarizacijske ravnine v sladkornih raztopinah. Na podlagi interferenčnih pojavov je podal novo metodo za merjenje valovne dolžine svetlobe.
Dunajska fizikalna šola je kljub izredno malo sredstev postala svetovno znana z imeni, kot so: Doppler, Mach, Stefan, Boltzmann in Loschmidt, ter kasneje z imeni, kot so: Ehrenfest, Meitner, Exner, Hasenöhrl, von Mises in Schrödinger.
V matematiki je pomembna Stefanova naloga, ki je primer naloge s premično fazno mejo. Okoli leta 1890 je Stefan obravnaval splošni razred takšnih nalog v povezavi z nastankom ledu in faznima prehodoma izparevanjem in taljenjem kot difuzijskima pojavoma. Problem sta prva raziskovala Lamé in Clapeyron leta 1831. Stefan je rešil problem pri računanju hitrosti nastajanja plasti ledu na vodi.

### Znanstvene razprave
12 Stefanovih razprav sodi v mehaniko in hidrodinamiko, 7 v akustiko, 25 v termodinamiko s kinetično teorijo plinov, 27 v elektriko in magnetizem in 12 v optiko.
Povzeto po 
1. Splošne enačbe za nihajoče gibanje (Allgemeine Gleichungen für oszilatorische Bewegung), Poggendorf, Annalen (PA) B 102, str. 365–387 (1857).
2. Pripombe o absorpciji plinov (Bemerkungen über die Absorption der Gase), Sitzungsberichte der Kaiserlichen Akademie der Wissenschaften in Wien (SAW) 27, str. 375–430 (1858).
3. O transverzalnem nihanju prožne palice (Über die Transversalschwingungen eines elastischen Stabes), SAW 32, str. 207–241 (1858).
4. O Dulong-Petitovem zakonu (Über das Dulong-Petit'sches Gesetz), SAW 36, str. 85–118 (1858).
5. O tlaku tekoče vode pravokotno na smer toka (Über den Druck, den das fliessende Wasser senkrecht zu seiner Stromrichtung ausübt), SAW 37, str. 25–42 (1859; skupaj s C. F. W. Ludwigom).
6. O novem zakonu za kinetično energijo v gibajočih se tekočinah (Über ein neues Gesetz der lebendigen Kräfte in bewegten Flüßigkeiten), SAW 37, str. 420–438 (1859).
7. O pojavih absorpcije v plinih (Über der Erscheinungen der Gasabsorption), Programm der Ober-Realschule, Dunaj (1859).
8. Geometrično ponazarjanje fizikalnih problemov (Geometrische Darstellung physikalischer Probleme), Zeitschrift für Realschulen, Dunaj (1859).
9. O specifični toploti vode (Über die specifische Wärme des Wasserdampfes), PA 110, str. 593 (1860).
10. O gibanju tekočin I (Über die Bewegung flüßigger Körper, 1. Mitteilung), SAW 46, II, str. 8–31 (1862).
11. O gibanju tekočin II (Über die Bewegung flüßigger Körper, 2. Mitteilung), SAW 46, II, str. 495–520 (1862).
12. O hitrosti zvoka v plinih (Über die Fortpflanzungsgeschwindigkeit des Schales in gasförmigen Körpern), PA 118, str. 494 (1863).
13. Pripombe k teoriji plinov (Bemerkungen zur Theorie der Gase), SAW 47, II, str. 81–97; tudi PA 119, str. 492 (1863).
14. O širjenju toplote (Über die Fortpflanzung de Wärme), SAW 47, II, str. 326–345; tudi PA 125, str. 257, 1865 (1863).
15. O razsipanju svetlobe v kremenu pri vrtenju polarizacijske ravnine (Über die Dispersion des Lichtes durch Drehung der Polarisationsebene im Quarz), SAW 50, II, str. 88–124 (1864).
16. O nekem pojavu pri Newtonovem barvnem steklu (Über eine Erscheinung am Newtonschen Farbenglase), SAW 50, II, str. 135–137; tudi PA 123, str. 650 (1864).
17. O interferenčnih pojavih v prizemskem in v uklonskem spektru (Über Interferenerscheinungen im prismatischen und im Beugungsspektrum), SAW 50, II, str. 138–142; tudi PA 123, str. 509 (1864).
18. Poskus o naravi nepolarizirane svetlobe in o dvojnem lomu kremena v smeri optične osi (Ein Versuch über die Natur des unpolarisierten Lichtes und die Doppelbrechung des Quarzes in der Richtung seiner optischen Achse), SAW 50, II, str. 380–393; tudi PA 124, str. 625, 1865 (1864).
19. O stranskih kolobarjih pri Newtonovem barvnem steklu (Über Nebenringe am Newtonschen Farbenglase), SAW 50, str. 394–396; tudi PA 125, str. 160, 1865 (1864).
20. O interferenci bele svetlobe pri velikih razlikah poti (Über Interferenz des weissen Lichtes bei grossen Gangunterschieden), SAW 50, II, str. 481–496 (1864).
21. Teorija dvojnega loma (Theorie der doppelten Brechung), SAW 50, II, str. 505–523 (1864).
22. O nekaterih termoelementih z veliko napetostjo (Über einige Thermoelemente von grosser elektromotorischer Kraft), SAW 51, str. 260–262; tudi PA 124, str. 632 (1865).
23. O toplotni prevodnosti (Über die Fortpflanzung der Wärme), PA 125, str. 257 (1865).
24. O sipanju barv v sladkornih raztopinah pri vrtenju polarizacijske ravnine (Über die Farbenzerstreuung durch Drehung der Polarisationsebene in Zuckerlösungen), SAW 52, II, str. 486–492 (1865).
25. O novi metodi za merjenje dolžine svetlobnih valov (Über eine neue Methode die Lange der Lichtwellen zu messen), SAW 53, II, str. 521–528 (1866).
26. O vplivu notranjega trenja v zraku na širjenje zvoka (Über den Einfluß der inneren Reibung in der Luft auf die Schallbewegung), SAW 53, II, str. 529–537 (1866).
27. O intereferenčnih poskusih s Soleilovim dvolomnim kremenom (Über Interferenzversuche mit dem Soleil'schen Doppelquarz), SAW 53, II, str. 548–554 (1866).
28. O nekem akustičnem poskusu (Über einen akustichen Versuch), SAW 53, II, str. 697–703 (1866).
29. Dodatek k razpravi: O nekem akustičnem poskusu (Nachtrag zu dem Aufsatze: Über einen akustichen Versuch), SAW 54, II, str. 597–603 (1866).
30. O longitudinalnem nihanju prožnih palic (Über Longitudinalschwingungen elastischer Stäbe), SAW 55, II, str. 597–621 (1867).
31. O napravi za zvočno interferenco (Über einen akustischen Interferenz-Apparat), SAW 56, II, str. 561–565 (1867).
32. O nihanju strun, sestavljenih iz neenakih delov (Über Schwingungen von Saiten, welche aus ungleichen Stücken bestehen), SAW 57, II, str. 517–531 (1868).
33. Uporaba nihanja sestavljenih palic za določanje zvočne hitrosti (Anwendung der Schwingungen zusammengesetzer Stäbe zur Bestimmung der Schallgeschwindigkeit), SAW 57, II, str. 697–708 (1868).
34. O osnovnih enačbah elektrodinamike (Über die Grundformeln der Elektrodynamik), SAW 59, II, str. 693–769 (1869).
35. O vzbujanju longitudinalnega nihanja v traku s transverzalnim (Über die Erregung longitudinaler Schwingungen in der Luft durch transversale), SAW 61, II, str. 491–498 (1870).
36. O ravnovesju in gibanju, posebno pa o difuziji plinskih zmesi (Über das Gleichgewicht und die Bewegung, insbesondere die Diffusion von Gasgemengen), SAW 63, II a, str. 63–124, http://edocs.ub.uni-frankfurt.de/volltexte/2007/3891/ Arhivirano 11. januarja 2012 na Wayback Machine. (1871).
37. O učinku toplote na lom svetlobe v trdnih telesih (Über den Einfluß der Wärme auf die Brechung des Lichtes in festen Körpern), SAW, 1871, 63, str. 223–245 (1871).
38. O zakonih elektrodinamične indukcije (Über die Gesetze de elektrodynamischen Induction), SAW 64, II, str. 193–229 (1871).
39. O diamagnetni indukciji (Über die diamagnetische Induction), SAW 64, II, str. 789–798 (1871).
40. Poskusi o prevajanju toplote v plinih (Untersuchungen über die Wärmeleitung in Gasen), SAW 65, II, str. 45–69 (1872).
41. O dinamični teoriji difuzije plinov (Über die dynamische Theorie der Didffusion der Gase), SAW 65, II, str. 323–363 (1872).
42. Uporaba kronoskopa za določanje zvočne hitrosti v kavčuku (Anwendung des Chronoskops zur Bestimmung der Schallgeschwindigkeit in Kautschuk), SAW 65, II, str. 419–423 (1872).
43. O plasteh v nihajočih tekočinah (Über Schichtungen in schwingenden Flüßigkeiten), SAW 65, II, str. 424–427 (1872).
44. O značilnostih nihajočega sistema točk (Über die Eigenschaften der Schwingungen eines Systems von Punkten), SAW 66, II, str. 159–187 (1872).
45. O interferenčnih poskusih s Soleilovim dvolomnim kremenom (Über die mit dem Soleil'schen Doppelquarz ausgeführten Interferenzversuche), SAW 66, II, str. 325–354 (1872).
46. Poskusi o izparevanju (Versuche über die Verdampfung), SAW, Philosophisch-Historische Klasse, 68, II, str. 385–423, http://edocs.ub.uni-frankfurt.de/volltexte/2009/12766/ Arhivirano 11. januarja 2012 na Wayback Machine. (1873).
47. K teoriji magnetnih sil (Zur Theorie der magnetischen Kräfte), SAW 69, II, str. 165–210 (1874).
48. Poskusi o navidezni adheziji (Versuche über die scheinbare Adhäsion), SAW 69, II, str. 713–728; tudi PA 154, str. 316 (1874).
49. O zakonih magnetnih in električnih sil v magnetnih in dielektričnih snoveh ter o njihovem odnosu do teorije svetlobe (Über die Gesetze der magnetischen und elektrischen Kräfte in magnetischen und dielektrischen Medien und ihre Beziehung zur Theorie des Lichtes), SAW 70, II, str. 589–644 (1874).
50. Poskusi o prevajanju toplote v plinih. Druga razprava. Relativne določitve toplotne prevodnosti pri različnih plinih (Untersuchungen über Wärmeleitung in Gasen. Zweite Abhandlung. Relative Bestimmungen des Wärmeleitvermögen verschiedener Gase), SAW 72, str. 69–101 (1875).
51. O toplotni prevodnosti ebonita (Über das Wärmeleitvermögen des Hartgummi), SAW 74, II, str. 438–462 (1876).
52. O difuziji ogljikove kisline skozi vodo in alkohol (Über die Diffusion der Kohlensäure durch Wasser und Alkohol), SAW 77, II, str. 371–409 (1878).
53. O difuziji tekočin I. O optičnih opazovalnih metodah (Über die Diffusion der Flüssigkeiten I. Über die optischen Betrachtungsmethoden), SAW, Philosophisch-Historische Klasse, 77, II?, str. 957–975, http://edocs.ub.uni-frankfurt.de/volltexte/2009/12767/ (1878).
54. O difuziji tekočin II. Račun Grahamovih poskusov (Über die Diffusion der Flüssigkeiten II. Berechnung der Grahamschen Versuche, SAW, Philosophisch-Historische Klasse, 78, II, str. 957–975 (1879).
55. O odnosu med toplotnim sevanjem in temperaturo (Über die Beziehung zwischen der Wärmestrahlung und der Temperatur), SAW 79, II, str. 391–428 (1879).
56. O razlikah med Ampèrovo teorijo magnetizma in teorijo elketromagnetnih sil (Über die Abweichungen der Ampèrschen Theorie des Magnetismus von der Theorie der elektromagnetischen Kräfte), SAW 79, II, str. 659–679; tudi WA 12, str. 620 (1879).
57. O nosilnosti magnetov (Über die Tragkraft der Magnete), SAW 81, str. 89–116 (1880).
58. O nekaterih poskusih z induktorjem v zemeljskem magnetnem polju (Über einige Versuche mit einem erdmagnetischen Inductor), SAW 82, II, str. 1306–1313 (1880).
59. O ravnovesju trdnega prožnega telesa z enakomerno ali spremnljivo temperaturo (Über das Gleichgewicht eines festen elastischen Körpers von gleichförmiger oder veränderlicher Temperatur), SAW 83, II, str. 549–575 (1881).
60. O izparevanju iz posode s krožnim ali eliptičnim robom (Über die Verdampfung aus einem kreistförmig oder eliptisch begrenzten Becken), SAW 83, II, str. 943–954; tudi Wiedmann, Annalen der Physik und Chemie (WA) 17, str. 550 (1881).
61. Teorija psihrometra (po Maxwellu in Stefanu) (Theorie des Psychroneters (nach Maxwell und Stefan)), Zeitschrift der österr. Gesellschaft für Meteorologie XVI, str. 177–182, Dunaj (1881).
62. O magnetnem zaslonilnem učinku železa (Über die magnetische Schirmwirkung des Eisens), SAW 85, str. 613–642 (1882).
63. O silnicah osno simetričnega polja (Über die Kraftlinien einses um eine Achse symmetrischen Feldes), SAW 85, str. 887–996; tudi WA 17, str. 956 (1882).
64. O električnem prenosu moči, s posebnim ozirom na poskuse Marcela Depreza (Über elektrische Kraftübertragung mit besonderer Hinsicht auf die Versuche von Marcel Deprez), Zeitschrift des Elektrotechnischen Vereines I, str. 3 (1883).
65. O izračunavanju indukcijskih koeficientov žičnih navitij (Über die Berechnung der Inductionscoeffizienten von Drahtrollen), SAW 88, II, str. 1201–1211 (1883).
66. O odnosu med teorijo kapilarnosti in izparevanja (Über die Beziehung zwischen den Theorien der Capillarität und der Verdampfung), SAW, Philosophisch-Historische Klasse, 94, II, str 4–14; tudi WA 29, str. 655, http://edocs.ub.uni-frankfurt.de/volltexte/2009/12765/ Arhivirano 11. januarja 2012 na Wayback Machine. (1886).
67. Opazovanja o nihanju toka v dinamostroju (Beobachtungen über die Vibrationen des Stromes in einer Dynamomaschine), Poročilo o merjenjih Znanstvene komisije na dinamostrojih in električnih svetilih (Bericht über die von Wissenschaftlicher Commission an Dynamomaschinen und elektrischen Lampen ausgeführten Messungen), Dunaj, str. 195 (1886).
68. O uporabi elektrodinamometra za merjenje dela (Über die Anwendung des Elektrodynamometers zur Arbeitsmessung), Poročilo ~, str. 203 (1886).
69. Vatmeter sira Williama Siemensa (Das Wattmeter von Sir William Siemens), Poročilo ~, str. 208 (1886).
70. O preračunavanju poskusov na enofaznem stroju podjetja Ganz & Co. (Über die Berechnung der Versuche an der Wechselstrommaschine von Ganz & Co.), Poročilo ~, str. 211 (1886).
71. O poskusih na Klimenkovem stroju za izmenični tok (Über die Versuche mit der Wechselstrommaschine von Klimenko), Poročilo ~, str. 213 (1886).
72. O karakteristikah stroja za izmenični tok (Über die Charakteristik einer Wechelstrommaschine), Poročilo ~, str. 218 (1886).
73. O spremenljivih električnih tokovih v debelih vodnikih (Über veränderliche elektrische Ströme in dicken Leitungsdrähten), SAW 95, II, str. 917–934 (1887).
74. O termomagnetnih motorjih (Über thermomagnetische Motoren), SAW 97, II a, str 70–81; tudi W 38, str. 440 (1888).
75. O doseganju močnih magnetnih polj (Über die Herstellung intensiver magnetischer Felder), SAW 97, II a, str. 176–183 (1888).
76. O nekaterih problemih teorije o prevajanju toplote (Über einige Probleme der Theorie der Wärmeleitung), SAW, 98, II a, str. 473–484 (1889).
77. O medsebojni difuziji kislin in baz (Über die Diffusion von Säuren ind Basen gegen einander), SAW 98, II a, str. 616–634 (1889).
78. O teoriji nastanka ledu, posebno še o nastanku ledu v polarnem morju (Über die Theorie der Eisbildung, insbesondere über die Eisbildung im Eismeere), SAW 98, II a, str. 965–983; tudi Monatshefte der Mathematik und Physik, zvezek 1, str. 1–5, 1890; in WA 42, str. 625, 1891 (1889).
79. O izparevanju in topljenju kot pojavih difuzije (Über die Verdampfung und die Auflösung als Vorgänge der Diffusion), SAW, Philosophisch-Historische Klasse, 98, II a, str. 1418–1442; tudi WA 41, str. 725, 1890, http://edocs.ub.uni-frankfurt.de/volltexte/2009/12768/ (1889).
80. O električnem nihanju v premih vodnikih (Über die elektrische Schwingungen in geraden Leitern), SAW 99, II a, str. 319–339; tudi WA 41, str. 400, 1890 (1890).
81. O teoriji nihanja razelektrenja (Über die Theorie der oscilatorischen Entladung), SAW 99, II a, str. 534–548; tudi WA 41, str. 725, 1890 (1890).
82. O Wheatstonovi določitvi hitrosti elektrike (Über Wheatston's Bestimmung der Geschwindigkeit der Elektrizität), Akademischer Anzeiger, str. 106 (1891).
83. O ravnovesju elektrike na plošči in na elipsoidu. (Über das Gleichgewicht der Elektrizität auf einer Scheibe und einem Elipsoid), SAW O11, II a, str. 1583–1588 (1892, posmrtno).

## Priznanja

### Nagrade
V letu 1865 je Stefan kot prvi prejel Liebnovo nagrado.

### Poimenovanja
- po njem se imenuje Institut "Jožef Stefan" v Ljubljani, največja slovenska raziskovalna ustanova.[19]
- po njem se imenuje udarni krater Stefan na Luni.
- po njem se imenuje Državni Izobraževalni Zavod (DIZ) s slovenskim učnim jezikom Jožef Stefan v Trstu.[20]
- po njem se imenuje tekmovanje učencev in dijakov v znanju fizike za Stefanova priznanja.

## Akademsko drevo
Znano Stefanovo akademsko drevo je naslednje:
1. Nikolaus Poda von Neuhaus (1723–1798) – Univerza na Dunaju
2. Gabriel Gruber (1740–1805) – Jezuitska šola
3. Jurij Vega (1754–1802) –
4. Ignaz Lindner (1777–1835) – Cesarskokraljeva vojaška tehniška akademija
5. Andreas von Ettingshausen (1796–1878) (1817) – Univerza na Dunaju
6. Jožef Stefan (1858) – Univerza na Dunaju
Ludwig Edward Boltzmann (1844–1906) (1866) – Univerza na Dunaju
Johann Josef Loschmidt (1821–1896) (1866) – Univerza na Dunaju
Marian Smoluchowski (1872–1917) (1895) – Univerza na Dunaju
Ottokar Anton Alois Tumlirz (1856–1928) raziskovalec – Univerza v Innsbrucku